# La Palme
La Palme é uma comuna francesa na região administrativa de Occitânia, no departamento de Aude. Estende-se por uma área de 27,47 km². Em 2010 a comuna tinha 1 704 habitantes (densidade: 62 hab./km²).